# Odontocyclops
Odontocyclops es un género extinto de sinápsido dicinodontos que vivió durante el período Pérmico superior en lo que ahora es África. Sus restos fósiles han aparecido en la meseta del Karoo (Sudáfrica) y en el valle de Luangwa (Zambia).